# Stift Asbeck
Das Stift Asbeck in Asbeck (heute Ortsteil von Legden), gegründet im 12. Jahrhundert, war zunächst ein Doppelkloster der Prämonstratenser. Später war es ein reines Nonnenkloster, ehe es im 16. Jahrhundert in ein Damenstift umgewandelt wurde. Die Einrichtung bestand bis 1805.

## Geschichte
In der Nähe einer bereits seit dem 11. Jahrhundert bestehenden Pfarrkirche wurde von einem Edelmann Wickerus von Wettringen zur Zeit von Bischof Werner von Münster ein Doppelkloster gegründet. Dieses folgte der Regel des Augustinus und der Lebensweise der Prämonstratenser. Bereits im Jahr 1173 wurde dem Kloster die Kirche in Legden inkorporiert. Im selben Jahr wurde die Einrichtung zu einem reinen Nonnenkloster.
Kurze Zeit später in der Amtszeit von Bischof Hermann II. wurden die Anlagen des Klosters erbaut. Im Kloster lebten etwa 40 Damen. 
Durch Schenkungen des Bischofs und des Adels kam das Kloster zu beträchtlichem Wohlstand. Bereits 1151 besaß das Kloster Zehntrechte in 36 Orten. Hinzu kamen weitere Stiftungen sowie Landkäufe durch die Gemeinschaft. 
Das Kloster hatte das Recht, die Pfarreien in Asbeck und Legden zu besetzen. Die Vogtei lag zunächst bei den Herren von Wettringen. Dem folgten die Edelherren von Steinfurt. Seit 1282 lag die Vogtei bei den Priorinnen des Klosters selbst. Den Schutz des Klosters übernahmen die Bischöfe von Münster. 
Im Jahr 1282 ist die Zugehörigkeit zum Orden der Augustiner belegt. Ab 1480 gab es Bestrebungen zur Umwandlung der Einrichtung in ein Damenstift. Es kam zu einer Änderung der Kleiderordnung und die Leiterin hieß seither Decanissa oder Äbtissin. Im Jahr 1533 wurde den Insassen gestattet, außerhalb der Einrichtung weltliche Kleidung statt der Nonnentracht zu tragen. Seither handelte es sich um ein freiweltliches, adeliges Damenstift.
Der Einfluss von reformatorischen Tendenzen spielte keine Rolle. Es galt weiterhin als wohlhabend. Die Visitation von 1616 ergab, dass die Stiftsdamen zwar nach der Augustinerregel lebten, aber keine Gelübde ablegten und jederzeit das Stift verlassen durften. Die Zahl der Stellen lag Ende des 18. Jahrhunderts bei 16.
Das Stift bestand bis zur Säkularisation im Jahr 1805. Kloster und Besitz gingen an die Grafen von Salm-Horstmar über.

## Beziehung zum österreichischen Kaiserhaus
Über die Vergabe der Präbenden entschied in letzter Instanz der österreichische Kaiser. Stift Asbeck hatte deshalb eine diplomatische Vertretung in Wien, zuletzt in der Person des kaiserlichen Reichshofratsagenten Franz Anton Edler von Ditterich zu Erbmannszahl (um 1749–1829), der dort in der oberen Bäckerstraße Nr. 808 residierte. Er vertrat auch das Hochstift Augsburg sowie die Familie Aufseß auf Unteraufseß.
Nach der Aufhebung des  Stifts war er von 1807 bis 1829 mecklenburgischer Gesandter in Österreich.
Franz Anton Ditterich, ab 1787 Edler von und zu Erbmannszahl, wurde um 1749 in Bamberg geboren und starb am 14. November 1829 in Wien im Alter von 80 Jahren „an der Lungeneiterung“. Sein Tod wurde in den Sterbebüchern der Dominikanerkirche St. Maria Rotunda registriert.

## Therese von Zandt
Die bekannteste Stiftsdame von Asbeck war Therese von Zandt, die von 1783 bis 1805 zum Stift gehörte. 1803/04 war sie vermutlich die Geliebte Beethovens. 1805 heiratete sie den Kapellmeister August Burgmüller. Sie war die Mutter der Komponisten Friedrich Burgmüller und Norbert Burgmüller. 
Ihr zu Ehren wurde im Juni 2018 im Stift ein „Theresen-Kabinett“ eröffnet, in dem auch ihre Familie gewürdigt wird.

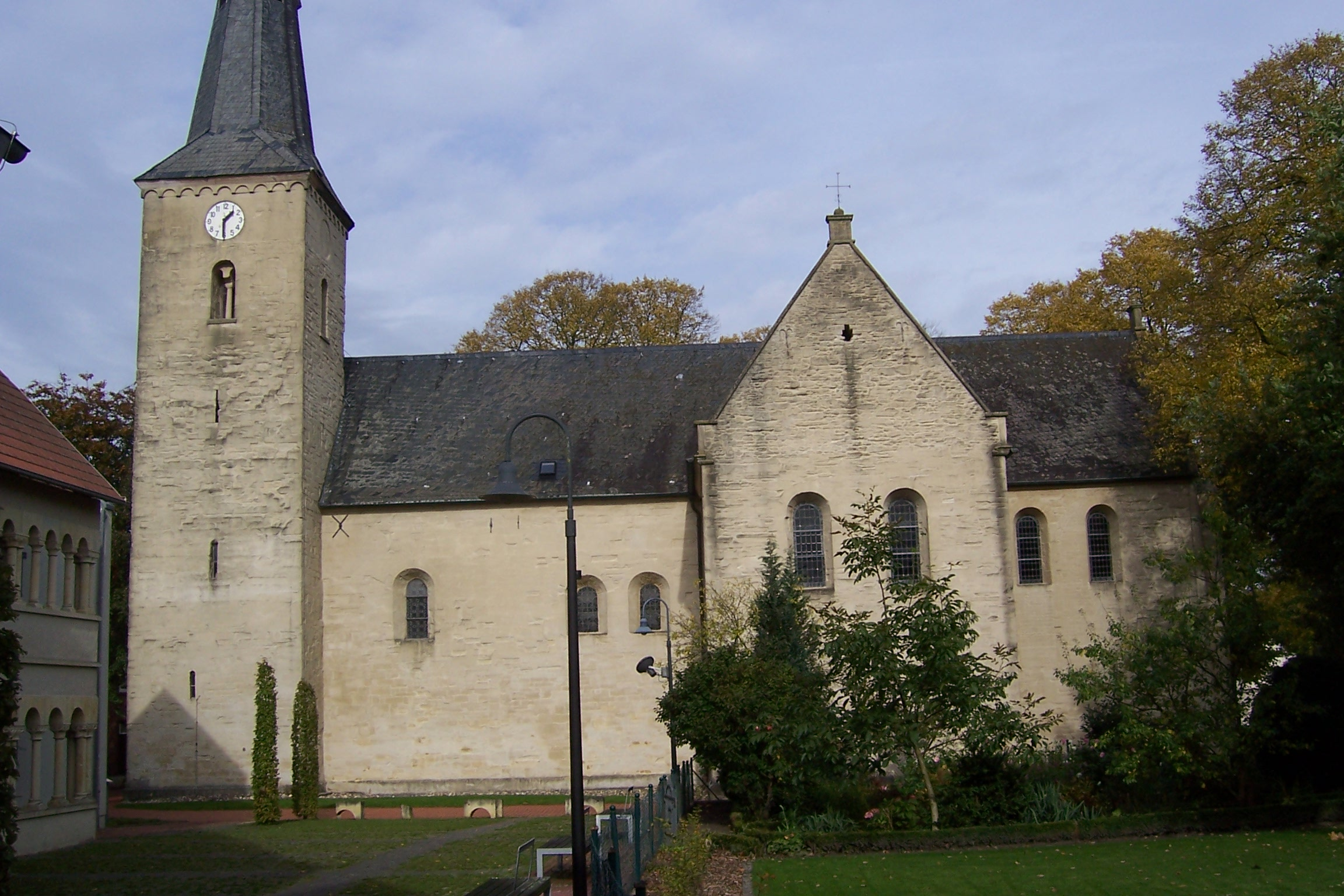
St. Margareta (Asbeck)
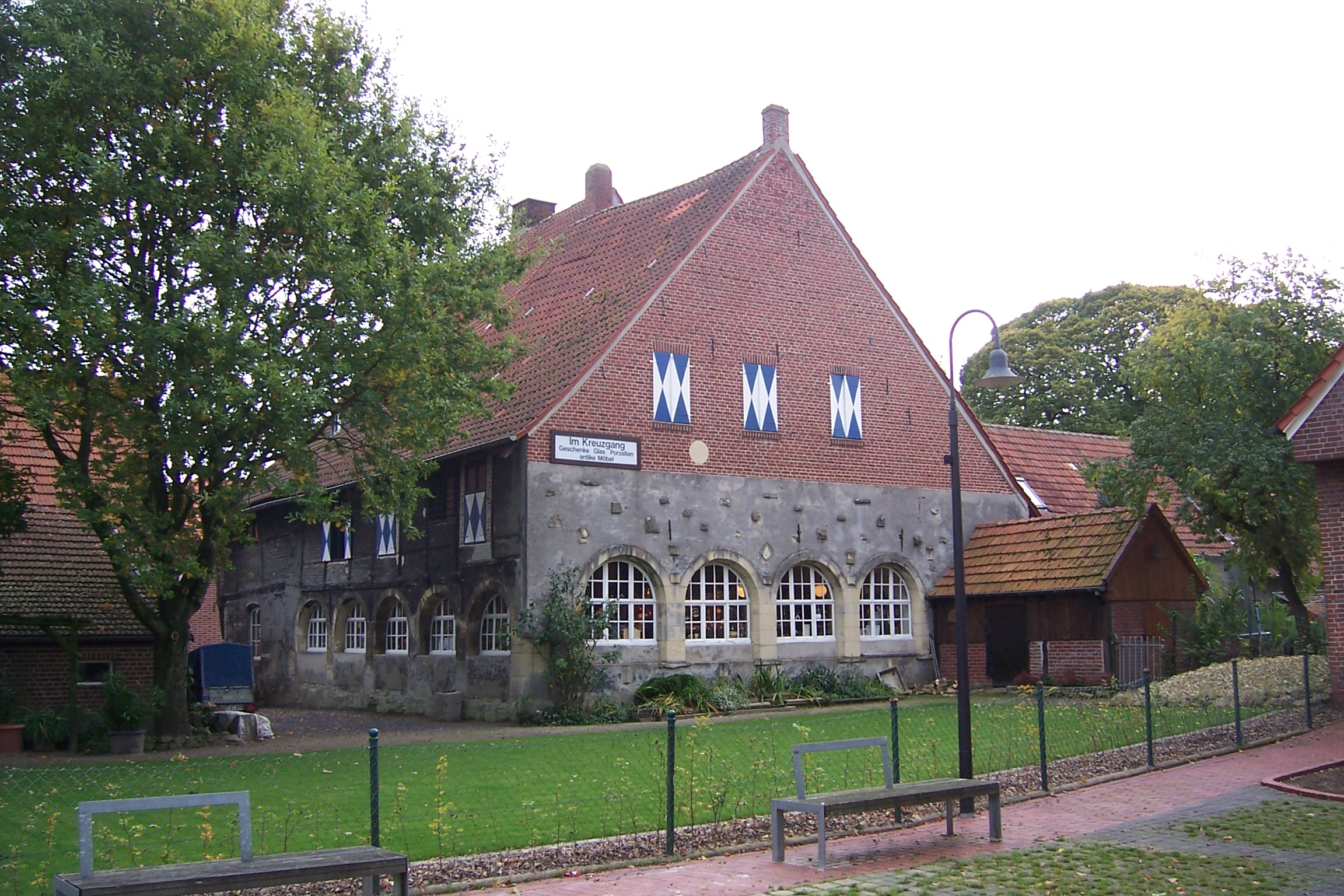
Äbtissinnenhaus
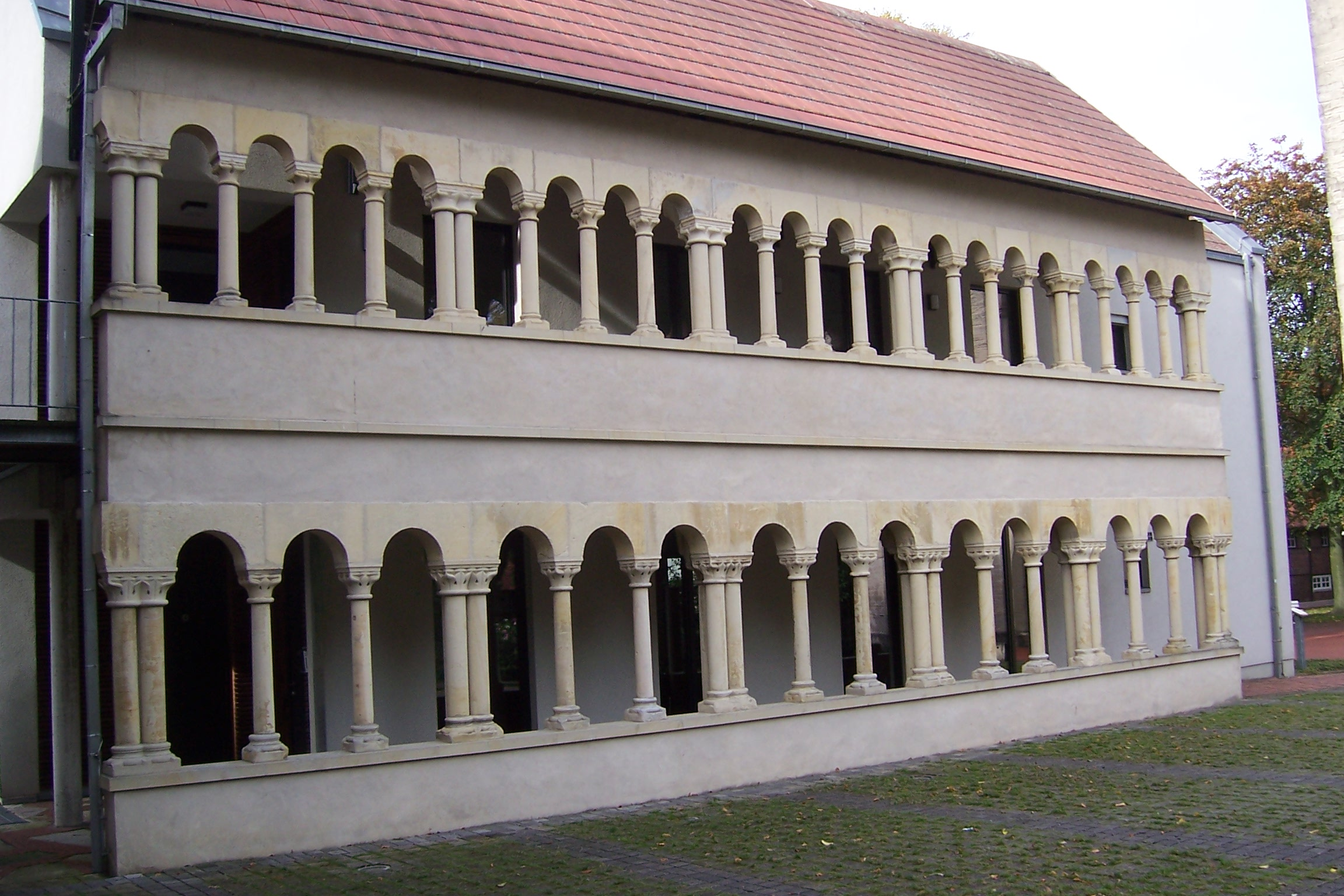
Doppelkreuzgang (Rekonstruktion)

## Bauten und Nutzung
Erhalten ist die romanische Kirche St. Margareta. Hinzu kommen das Haus der Äbtissin, das Dormitorium, das Torhaus aus dem Jahr 1630 und eine Mühle. Die zweistöckige Arkadengalerie des Kreuzganges wurde 1867 beim Bau des Diözesanmuseums in Münster verwandt. Dieses wurde aber bereits 1966 abgebrochen. Stattdessen wurde die Galerie 2004 in Asbeck wieder errichtet, so dass dort auch ein Teil des Kreuzganges vorhanden ist. Nach umfangreichen Baumaßnahmen werden die Gebäude für Veranstaltungen genutzt. Auch ist eine Ausstellung zur Geschichte des Stifts dort untergebracht.